# Jawad El Yamiq
Jawad El Yamiq ( em árabe: جواد الياميق  ; Khouribga - 29 de fevereiro de 1992) é um futebolista profissional marroquino que joga no clube saudita Al-Najma como zagueiro.

## Carreira
Ingressou no centro de treinamento da equipe Olympique Khouribga e disputou o Campeonato Nacional Marroquino, onde se destacou por sua força defensiva e resistência física. Ele começou sua carreira profissional jogando pelo Olympique Club de Khouribga.

### Raja Casablanca
Após cinco anos formando sua personagem no Olympique Khouribga, Jawad decidiu deixar este último em busca de uma nova experiência com um novo time, e foi requisitado por muitos clubes, talvez os mais destacados sejam o Wydad, Raja e o ASFAR.
No final da época, a defesa do Raja Sports Club ficou em segundo lugar, sabendo que a equipa ocupava o terceiro lugar na classificação geral do campeonato. Ele ganhou a taça do Trono de 2017 contra Difaâ Hassani El Jadidi.
Em 28 de janeiro de 2018, assinou com a equipe italiana Genoa. Ele foi emprestado ao time da Série B Perugia Calcio. Em 29 de janeiro de 2020, ele se juntou ao Zaragoza por empréstimo até o final da temporada 2019-20. Ele fez sua primeira aparição pela equipe contra o Cádiz. Em 24 de setembro de 2020, assinou um contrato de quatro anos com o Real Valladolid. Ele fez sua estreia contra o Real Madrid. Em 31 de novembro de 2021, marcou seu primeiro gol pelo clube na vitória por 2 a 0 sobre o SD Eibar.
Representou o Marrocos no Campeonato Africano das Nações de 2018, ajudando seu país a conquistar o título para o Marrocos.
Em 10 de novembro de 2022, ele foi selecionado para o histórico Marrocos da Copa do Mundo da FIFA 2022 no Catar.

## Títulos
Marrocos
- Campeonato Africano das Nações: 2018